# Margareta Hallek
Sigrid Margareta Hallek, född 7 september 1932 i Malmköping, är en svensk textilkonstnär.

## Biografi
Hallek är utbildad 1952–1953 vid Signe Barths målarskola och 1954–1958 vid Konstfacks textillinje med Barbro Nilsson och senare Edna Martin som huvudlärare. Hon är gift med konstnären Enno Hallek.
Bland hennes utställningar märks ”Himmel och trappa” på Nationalmuseum 1972 där hon skapade en trappa iklädd himmelsblått tyg framför en stor applikation av rosetter som publiken kunde variera genom att trycka på tryckknappar. 1986 hade Hallek en stor, delvis retrospektiv, utställning på Waldemarsudde. Hon deltog också 1964 på utställningen Form Fantasi på Liljevalchs konsthall, Svenska Slöjdföreningens första stora utställning med konsthantverk.
Hennes originella textilier pryder ett flertal offentliga lokaler, såsom Polishuset i Stockholm, Huddingen sjukhus och LO-skolan, och hennes konst är representerad på Nationalmuseum.
Hallek fick 2003 Konstakademiens pris från Inez Leander för vitalisering av den kvinnliga offentliga konsten. 2018 mottog hon Prins Eugen-medaljen för framstående konstnärlig gärning.